# SS 폴고레/팔차노
소치에타 스포르티바 폴고레/팔차노(이탈리아어: Società Sportiva Folgore/Falciano)는 산마리노 세라발레를 연고로 하는 축구단이다. 이 팀은 1972년에 창단되었으며 현재는 캄피오나토 삼마리네세에 참가하고 있다.

## 선수 명단

### 현역
- 마르코 베르나르디(2018 ~ 2021, 2022 ~ )
- 사무엘 판코티(2023 ~ )
- 엔리코 골리누치(2021 ~ )
- 크리스티안 브롤리(2011 ~ 2012, 2016 ~ )